# Древинский, Лаврентий
Лаврентий Древинский (ум. после 1639) — малорусский духовный писатель, королевский секретарь, «чашник его королевской милости земли волынской», западнорусский религиозный деятель.

## Биография
Об его детстве информации практически не сохранилось, да и прочие биографические сведения о нём очень скудны и отрывочны; известно лишь, что Лаврентий Древинский почти сорок лет он ревностно отстаивал интересы православия в борьбе его с латинством и унией. Для преследуемой православной церкви он был в свое время тем же, чем был до него князь Острожский, — по выражению старого Луцкого памятника — «столпом восточного православия». 
Сознавая важное значение в деле борьбы православных братств, он принимал в них самое деятельное участие. Он был одним из учредителей Луцкого Кресто-Воздвиженского братства, членом Львовского Успенского и Виленского (позднее Православное братство Литвы); в последнем не раз избирался старостой. 

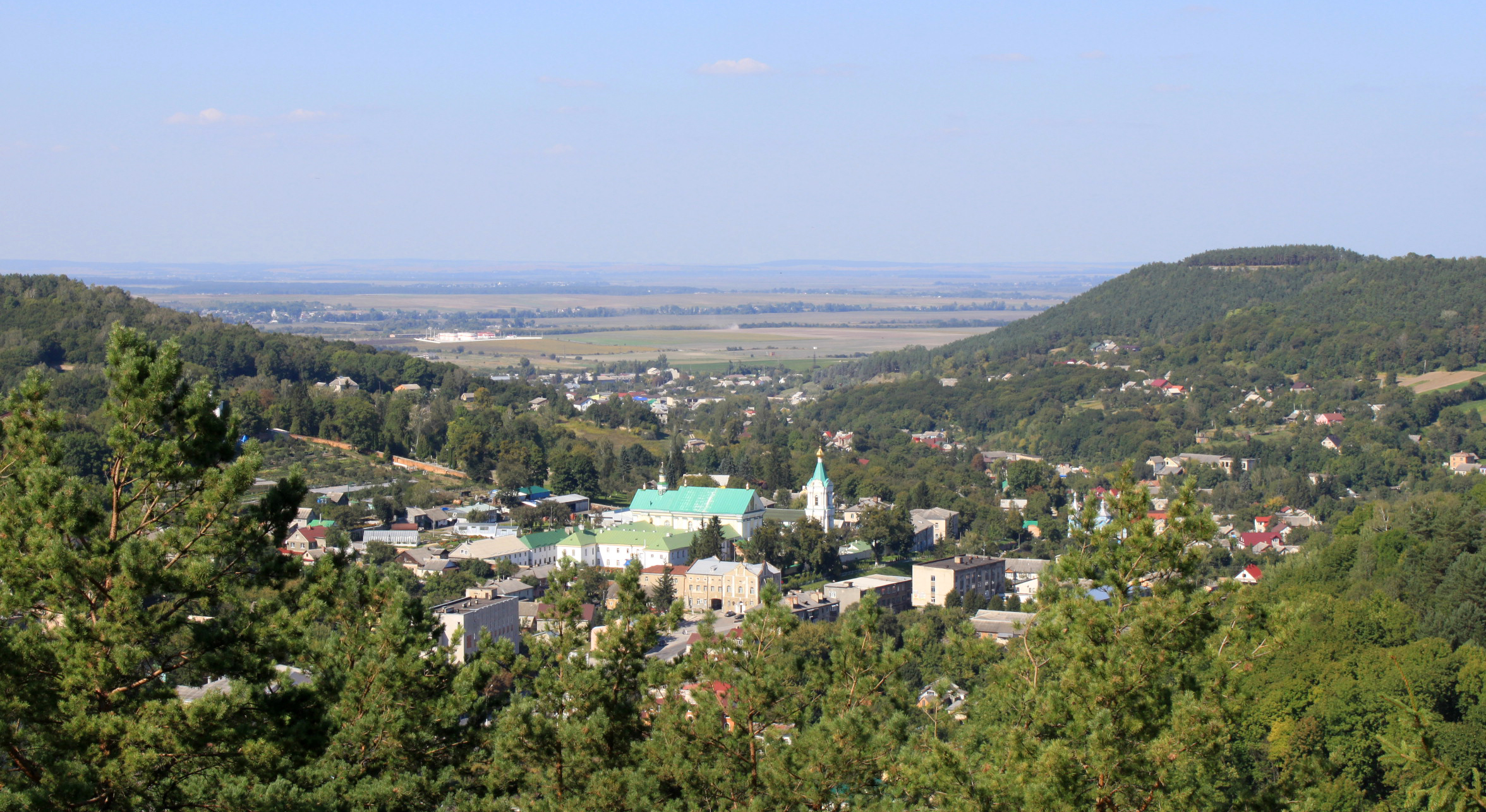
Богоявленский Кременецкий монастырь

18 мая 1633 года, с разрешения короля Владислава IV Вазы, он вместе с Даниил Малиновский (Малинским) на собственные средства основал в Кременце Богоявленский монастырь и учредил при нём одноимённое братство по правилам существующих братств. При братстве Древинский устроил школу, типографию и госпиталь. Подчинено было братство киевскому митрополиту. 
Так же, как и Острожский, Древинский был горячим и умелым защитником прав православной церкви перед правительством. Он играл видную роль на Брестском соборе 1596 года и был послан вместе с Малинским к королю Сигизмунду Третьему от лица православных мирян с протестом против унии и с просьбой о том, чтобы король отстранил отступников-владык «от хлеба, им уже не принадлежащего» и бывшие дотоле в их владениях церковные бенефиции представил таким митрополиту и владыкам, «которые бы были собственно греческой религии». Посольство, вполне ожидаемо, успеха не имело. 
На виленском съезде православных и протестантов 1599 года (см. Протестантизм в Великом княжестве Литовском) он был избран в число «провизоров» для охранения православных от униатов и латинян. 
Много раз Лаврентий Древинский избирался волынским дворянством в качестве посла на сейм для защиты православия. В 1620 году он произнес на варшавском сейме перед Сигизмундом красноречивую и трогательную «Речь» которая достигла своей цели и несколько облегчила положение православных. В 1630 году он принес жалобу старостинскому суду от имени всех князей, шляхты, рыцарства и людей посполитых старожитной веры греческой на ксендза Дидриховича, разгромившего в Вильне православный монастырь. «Протестация» его уцелела не вся. 
Участвовал он и на конвокационном сейме во Львове, по смерти короля Сигизмунда. Новому королю Владиславу он представил 27 сентября 1632 года свой «Синопсис», написанный на польском языке и содержащий в себе привилегии, данные польским правительством русскому православному народу и изображение тех страшных притеснений, которые он терпит за веру. Сочинение это издано было в первый раз в Вильне в 1672 году. Последним исторически известным делом Древинского было крупное пожертвование 6 декабря 1635 года Святодуховскому монастырю.
Лаврентий Древинский скончался после 1639 года.